# Turobin
Turobin è un comune rurale polacco del distretto di Biłgoraj, nel voivodato di Lublino.
Ricopre una superficie di 162,19 km² e nel 2004 contava 6 884 abitanti.